# Tamotsu Komatsuzaki
Tamotsu Komatsuzaki (小松崎 保 Komatsuzaki Tamotsu?), född 10 juli 1970 i Chiba prefektur, är en japansk före detta fotbollsspelare.
Komatsuzaki började sin karriär 1993 i Fujitsu (Kawasaki Frontale). 2000 flyttade han till Consadole Sapporo. Efter Consadole Sapporo spelade han för Yokohama FC. Han avslutade karriären 2002.